# Kaleemullah Khan
Khaleemullah Khan (Chaman, 20 settembre 1992) è un ex calciatore pakistano, di ruolo attaccante.

## Biografia
È il cugino di Muhammad Essa Khan, ex capitano e capocannoniere della nazionale pakistana.

## Caratteristiche tecniche
Il ruolo che predilige è quello di ala destra, ma può essere schierato anche nel ruolo di ala sinistra o seconda punta.

## Carriera

### Club

#### Khan Research Laboratories
Proveniente dalle giovanili del Khan Research Laboratories Football Club, fa il suo debutto in prima squadra nel 2009. Nelle stagioni successive si rivelerà una risorsa fondamentale per il club pakistano in quanto contribuirà, grazie alle sue prestazioni, alla vittoria del campionato per ben 4 volte, di cui due consecutive: nel 2009, nel 2011, nel 2013 e nel 2014. Inoltre contribuirà alla partecipazione della sua squadra alla Coppa del Presidente dell'AFC negli stessi anni, con dei buoni risultati nella competizione. In 5 anni con la maglia del KRL totalizzerà 72 gol in 94 presenze.

#### Dordoi Biškek
Nel 2014 si trasferisce al Dordoi Biškek, per volere del suo ex allenatore della nazionale pakistana Zaviša Milosavljević. Anche nel suo nuovo club si metterà in mostra con le sue prestazioni, tanto da essere fondamentale per la squadra nella storica vittoria dei tre titoli nazionali (campionato, coppa e supercoppa del Kirghizistan) e da essere nominato miglior giocatore dell'anno dalla federcalcio kirghisa. Finisce la sua esperienza al Dordoi Biškek dopo appena un anno dal suo arrivo con gli impressionanti numeri di 21 gol in 21 presenze in tutte le competizioni con il club.

#### USL
Il 18 giugno 2015 si trasferisce al Sacramento Republic, esordendo 2 giorni dopo nella USL.
Il 16 dicembre 2015 passa ai Tulsa Roughnecks, militanti sempre nella USL.

### Nazionale
Nel 2011 ha esordito nella nazionale pakistana, di cui fa parte tuttora.

## Palmarès

### Club

#### Competizioni nazionali
- Pakistan Premier League: 4

KRL: 2009, 2011, 2013, 2014
- Coppa del Pakistan:4

KRL: 2009, 2010, 2011, 2012
- Vysshaja Liga: 1

Dordoi Biškek: 2014
- Coppa del Kirghizistan: 1

Dordoi Biškek: 2014
- Supercoppa del Kirghizistan: 1

Dordoi Biškek: 2014

### Individuale
- Miglior giocatore del campionato kirghiso: 1

2014